# 路易斯·阿尔塔米尔·梅洛
路易斯·阿尔塔米尔·洛佩斯·梅洛（葡萄牙語：Luiz Altamir Lopes Melo，1996年5月9日—）生于罗赖马州美景镇，是一名巴西男子游泳运动员，主攻自由泳和蝶泳。梅洛的父母拥有一家小健身店，他也受母亲的影响，从小便开始学习游泳。2018年，他出战中国杭州进行的世界短池游泳锦标赛，在男子4×200米自由泳接力项目中，他联同队友爆冷夺冠，同时打破该项目世界纪录。